# Partito Comunista del Nepal (Burma)
Il Partito Comunista del Nepal (Burma), precedentemente noto come Partito Comunista del Nepal (Rayamajhi) è stato un partito comunista nepalese, cosiddetto dal nome del suo principale dirigente, Keshar Jung Rayamajhi. Il partito fu fondato nel 1962 quando Rayamajhi fu espulso dal Partito Comunista del Nepal per avere sostenuto le posizioni monarchiche di Mahendra, che aveva effettuato un colpo di Stato abolendo i partiti.
Nel 1985 il PCN - osteggiato dai comunisti nepalesi per la sua simpatia verso la monarchia - fu sciolto. A questo punto, Rayamajhi venne nominato ministro dal re. Alcuni militanti, sempre guidati da Rayamajhi, fonderanno successivamente il Janata Dal (Samajbadi Prajatantrik), un partito vicino alle posizioni del socialismo democratico.
Successivamente il partito fu guidato da Krishna Raj Burma, da cui il nome della formazione politica.
Nel 2001 è confluito nel Partito Comunista del Nepal (marxista-leninista unificato).